# Naja oxiana
Espèce
Synonymes
- Tomyris oxiana Eichwald, 1831

Statut de conservation UICN

 DD  : Données insuffisantes
Statut CITES
Naja oxiana est une espèce de serpents de la famille des Elapidae.

## Description
C'est un cobra assez petit à moyen, dont la longueur tourne autour d'un mètre en moyenne, et atteignant jusqu'à 1,5 m. Sa coloration est souvent constituée de bandes assez sombres sur un fond plus clair, s'atténuant souvent avec l'âge sauf au niveau du cou. Certains spécimens ont une coloration plus uniforme claire ou sombre. Sa coiffe est moins large que celle du cobra indien, avec lequel il peut cohabiter dans le sud-est de son aire.

## Répartition
Cette espèce se rencontre sans le sud de l'Asie centrale : en Iran, au Turkménistan, en Ouzbékistan, au Kirghizistan, au Tadjikistan, en Afghanistan, et au nord du Pakistan et de l'Inde. 
Ce serpent vit en partie dans des régions tempérées. Les hivers peuvent être assez rudes dans certaines parties de son aire, ce qui le conduit à hiverner durant la mauvaise saison. C'est la seule espèce du genre Naja vivant en dehors des climats tropicaux ou subtropicaux. Ses habitats sont variés. Il habite surtout des régions plus ou moins arides avec une végétation herbeuse ou buissonnante clairsemée, des zones rocheuses, des prairies ou des boisements clairs, mais au sein de ces régions il est aussi fréquemment présent aux abords des zones humides ainsi que dans les zones cultivées. On le trouve jusqu'à 3 000 m d'altitude.

## Venimosité
Naja oxiana fait partie des serpents les plus venimeux du monde. Parmi toutes les espèces du genre Naja d'Asie et d'Afrique, il est celle dont le venin est le plus puissant.
La DL 50 en injection sous-cutanée chez la souris est en moyenne de 0,18 mg/kg (variant de 0,10 mg/kg à 0,26 mg/kg selon les études), tandis que la DL 50 en injection intraveineuse varie de 0,037 mg/kg à 0,078 mg/kg. Or la quantité de venin qu'il injecte en une morsure varie de 75 à 125 mg (poids sec). 
Le taux de mortalité des personnes mordues sans prise en charge médicale est d'environ 73 %. La part de survivants sans traitement s'explique avant tout par les morsures sèches assez fréquentes (cas où le serpent n'a pas eu le temps d'injecter son venin). C'est un venin essentiellement neurotoxique. Ses effets sont rapides et la mort peut survenir en moins d'une heure après la morsure. Cependant la prise en charge médicale rapide et le traitement au moyen de sérums antivenimeux permettent de réduire fortement le taux de mortalité des personnes mordues.

## Publication originale
- Eichwald, 1831 : Zoologia specialis, quam expositis animalibus tum vivis, tum fossilibus potissimuni rossiae in universum, et poloniae in specie, in usum lectionum publicarum in Universitate Caesarea Vilnensi. Zawadski, Vilnae, vol. 3, p. 1-404 (texte intégral).